# مسجد جامع روستای زوارق

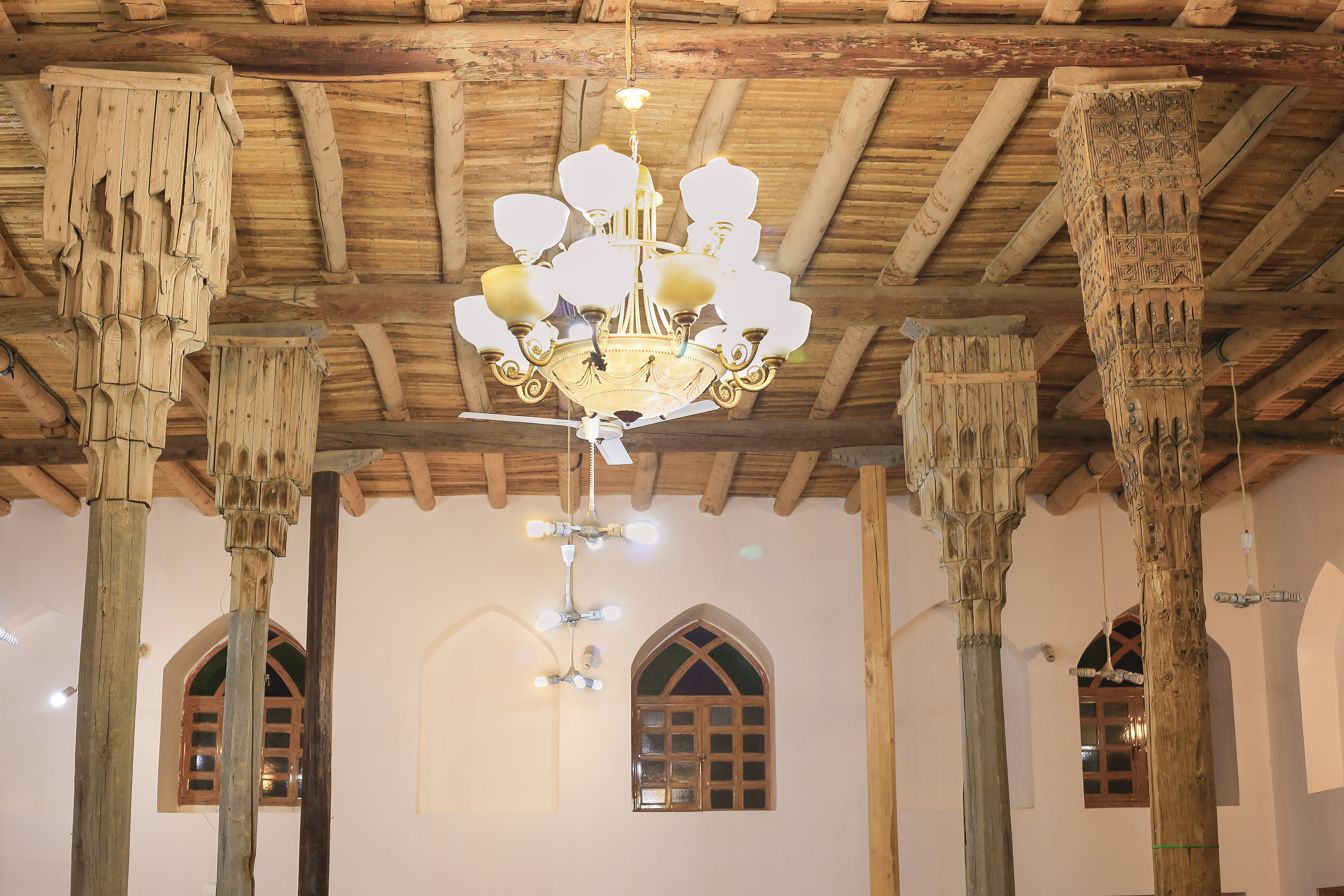
سرستون ها و سقف مسجد جامع زوارق

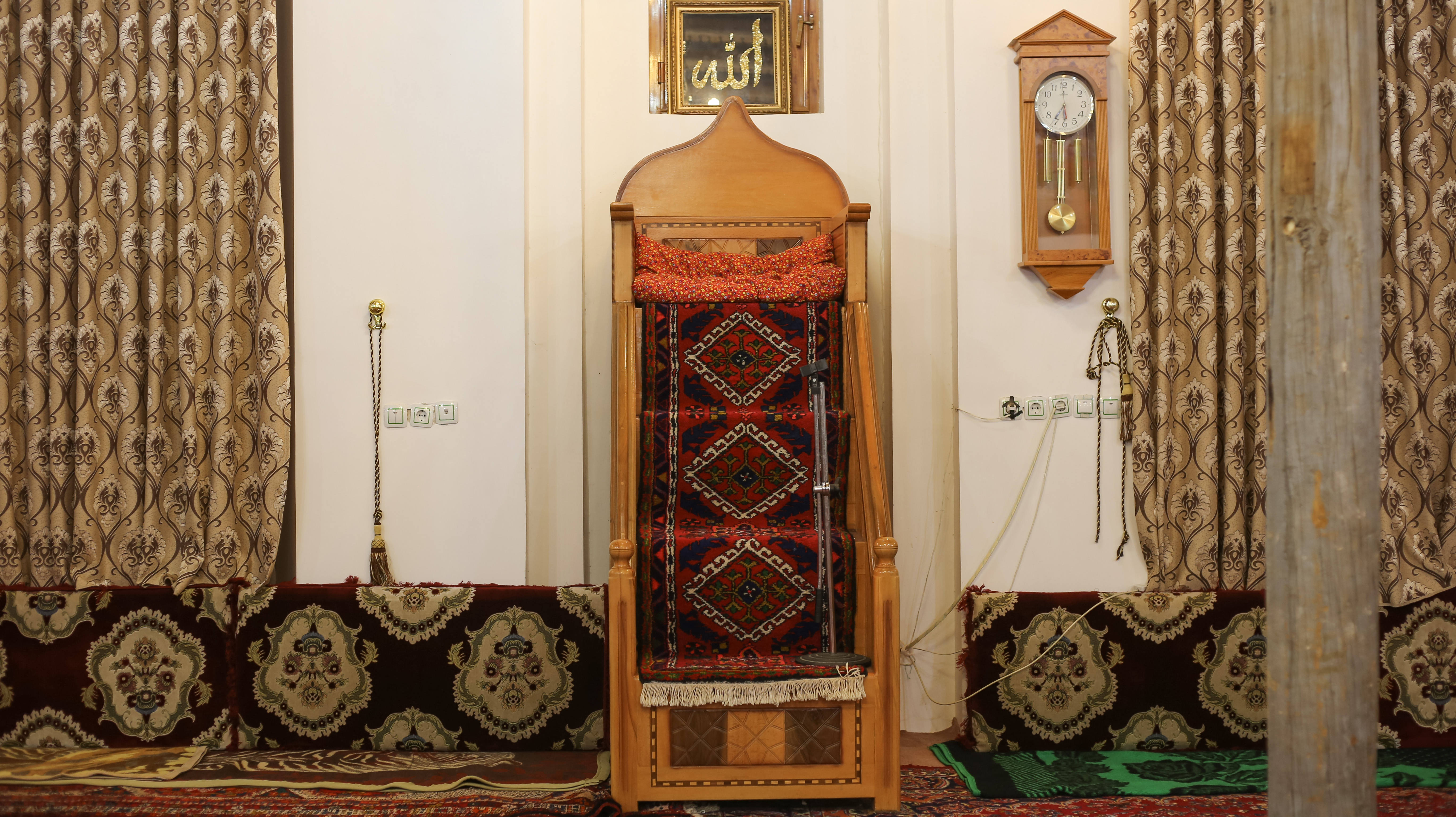
منبر مسجدجامع روستای زوارق

مسجد جامع روستای زوارق مربوط به دوره صفوی است و در فاصله ۴ کیلومتری شهرستان بناب، بخش مرکزی، روستای زوارق واقع شده و این اثر در تاریخ ۲۵ اسفند ۱۳۷۹ با شمارهٔ ثبت ۳۰۹۶ به‌عنوان یکی از آثار ملی ایران به ثبت رسیده است. این روستا در گذشته‌ها به دریاچه ارومیه متصل بوده‌ است و به عنوان بندر استفاده می‌شده‌ است.